# 오션 네트워크 익스프레스
오션 네트워크 익스프레스(Ocean Network Express) 또는 오션 네트워크 익스프레스 홀딩스(Ocean Network Express Holdings, Ltd., ONE)는 일본 해운 회사인 일본우선(Nippon Yusen Kaisha), 미쓰이 O.S.K. 라인스, 그리고 K 라인이 공동 소유한 일본의 컨테이너 운송 및 해운 회사이다. 2017년 합작 투자로 출범한 ONE은 모회사의 컨테이너 해운 사업을 이어받았으며, 총 선대 용량은 약 140만 TEU에 달한다.

## 색상 구성

ONE 40ft 컨테이너

ONE은 새롭게 출범하는 모든 선박과 컨테이너를 눈에 잘 띄고 눈길을 끄는 자홍색으로 도색하기로 결정했다(냉장 컨테이너는 반대 색상인 흰색 바탕에 자홍색 글씨가 있음). 자홍색 색상 구성은 모회사가 위치한 일본의 국가적 상징 중 하나인 벚꽃에서 영감을 받았다. 다른 소유 선박들도 자홍색으로 도색될 예정이다.